# ملك أباد (مشهد)
ملك أباد (بالفارسية: ملک‌آباد) هي منطقة سكنية تقع في إيران في Ahmadabad District. يقدر عدد سكانها بـ 1,161 نسمة .